# Мужская сборная Словении по водному поло
Мужская сборная Словении по водному поло — национальная ватерпольная команда, представляющая Словению на международной арене. Управляющей организацией является Федерация водного поло Словении (пол. Vaterpolska zveza Slovenije, VZS, англ. Federation of Water polo clubs Slovenia).
До 1992 года словенские ватерполисты выступали в составе мужской сборной Югославии.

## Результаты выступлений

### Чемпионаты Европы
| Год       | Место          | И              | В              | Н              | П              | ГЗ             | ГП             | +/-            |
| --------- | -------------- | -------------- | -------------- | -------------- | -------------- | -------------- | -------------- | -------------- |
| 1926—1997 | не участвовали | не участвовали | не участвовали | не участвовали | не участвовали | не участвовали | не участвовали | не участвовали |
| 1999      | 11             | 6              | 1              | 0              | 5              | 34             | 53             | -19            |
| 2001      | не участвовали | не участвовали | не участвовали | не участвовали | не участвовали | не участвовали | не участвовали | не участвовали |
| 2003      | 12             | 6              | 1              | 0              | 5              | 43             | 56             | -13            |
| 2006      | 12             | 7              | 0              | 0              | 7              | 50             | 117            | -67            |
| 2008—2020 | не участвовали | не участвовали | не участвовали | не участвовали | не участвовали | не участвовали | не участвовали | не участвовали |
| 2022      | 16             | 5              | 0              | 0              | 5              | 32             | 73             | -41            |
| 2024      | 14             | 5              | 1              | 0              | 4              | 39             | 69             | -30            |